# Véronique Thouvenot

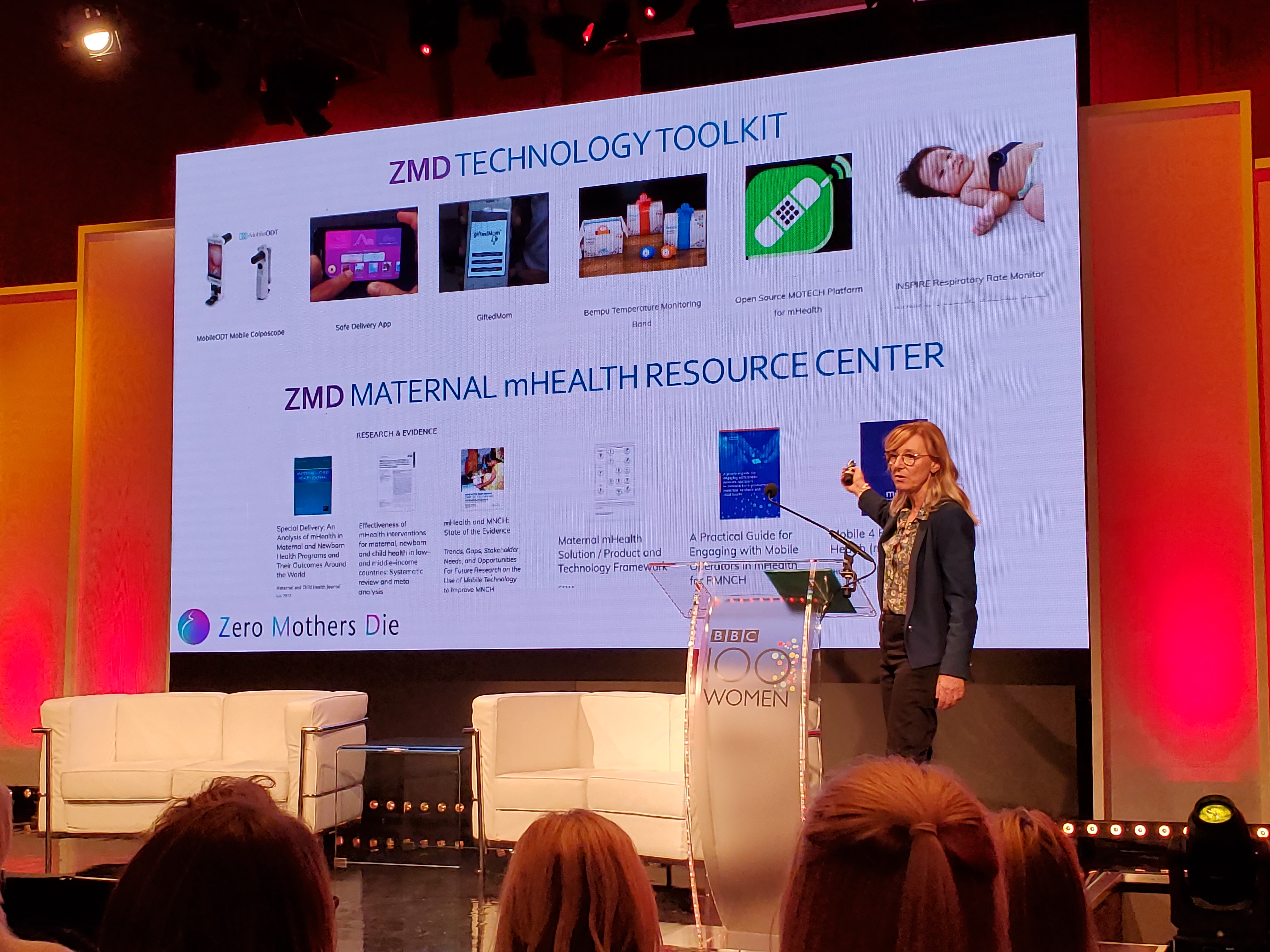
Véronique Thouvenot présente son programme de santé à la BBC 100 Women en 2019.

Véronique Thouvenot, née en juillet 1957 à Concepción au Chili, est une médecin, directrice scientifique et spécialiste de la santé publique et humanitaire chilienne, active plus particulièrement en e-santé et télémédecine depuis 2002. Elle est nommée en 2019 parmi les 100 femmes de la BBC, comme l'une des 100 femmes inspirantes et influentes du monde entier. Elle est cofondatrice de Zero Mothers Die et de la Fundación Millenia2025 (Fondation Millennia2025) pour les femmes et l'innovation axée sur l'autonomisation et l'égalité des femmes. Elle occupe des postes de direction aux Nations Unies et à l'Organisation mondiale de la santé,.
Elle développe et met en œuvre des projets basés sur le genre dans les pays en développement, particulièrement sur la santé de la femme et de la mère. Ces projets ont pour objectif principal d'améliorer pour les femmes l'accès et l'utilisation des ressources de cybersanté et de santé mobile. Ses efforts pour combiner les progrès de la technologie avec les interventions en matière de santé publique s'avèrent déterminants pour faire face à la crise de la mortalité maternelle et infantile. En facilitant l'accès à l'information sur les soins de santé et en favorisant le lien entre les femmes et les professionnels de santé, elle contribue significativement à l'autonomisation des femmes, comme à l'amélioration de leur bien-être et à l'amélioration des résultats généraux en matière de santé.

## Biographie

### Formation
Véronique Inès Thouvenot obtient un doctorat en mathématiques avancées et systèmes d'aide à la décision en santé humanitaire, et obtient également un MBA avec une spécialisation en gestion de projet. Elle est titulaire d'un diplôme de troisième cycle en droit médical et d'un autre en économie de la santé de l'université de médecine de Lyon, en France.

### Début de carrière, fondation Millenia2025
Véronique Thouvenot s'établit en Suède où elle commence sa pratique médicale. Elle s'associe avec Jordi Serrano Pons et Coumba Touré pour fonder la Fundación Millenia2025 (fondation Millenia2025) qui a pour but de favoriser l'autonomisation des femmes. Lors de l'Assemblée générale des Nations unies (AGNU) en 2014, leur fondation lance l'application de santé maternelle « Zero Mothers Die » et fournit aux femmes des téléphones portables pour accéder à l'application et obtenir des informations sur la grossesse, disponibles gratuitement en huit langues. Elle considère la technologie comme un moyen de réduire le nombre très élevé de décès dus à l’accouchement.
Elle est nommée en 2019 parmi les 100 Women (100 femmes) de la BBC, parmi les femmes inspirantes et influentes du monde entier, pour son travail en matière de santé maternelle.

### Fondation de Zero Mothers Die
Véronique Thouvenot est cofondatrice de Zero Mothers Die (Aucune mère ne meurt), une initiative mondialement reconnue ayant pour vocation de réduire les taux de mortalité maternelle et infantile. Le projet part du constat selon lequel 300 000 femmes et 6 millions d'enfants de moins de cinq ans meurent chaque année en raison de maladies évitables ou traitables. Zero Mothers Die utilise une technologie mobile à faible coût pour atteindre ses objectifs. Ce programme vise à réduire les taux de mortalité maternelle en rendant les soins de santé et les informations pertinentes plus accessibles aux femmes pendant leur grossesse et pendant la période postnatale. Cette initiative effectue la liaison entre la santé publique et l'innovation numérique, soutenue par les valeurs d’équité et d’accessibilité.
Le but de sa fondation Zero Mothers Die est la réduction des taux de mortalité maternelle et infantile. Cet objectif est atteint en facilitant l'accès aux informations essentielles sur les soins de santé pour les femmes enceintes. Les technologies mobiles sont utilisées pour transmettre des messages vocaux et textuels dans les langues et les dialectes locaux, rendant les informations sur la santé à la fois accessibles et compréhensibles pour toutes les femmes, indépendamment de leur niveau d'alphabétisation ou de leur origine linguistique. Il faut pour cela encourager la possession et l’utilisation du téléphone portable chez les femmes, réduisant ainsi l’écart entre les sexes en matière de téléphone portable. Le projet facilite les appels vers les professionnels de la santé grâce à des communications gratuites limitées aux appels vers les établissements de santé et les professionnels de santé locaux. Cet accès donne aux femmes des informations vitales et crée un moyen direct de communication direct entre ces femmes et les services de santé dont elles ont besoin,.
En plus des femmes elles-mêmes, Zero Mothers Die accorde une attention particulière aux professionnels de santé communautaires. Le programme leur procure des tablettes et des smartphones spécialement équipés pour faciliter leur travail et fournir du matériel de formation actualisé dans les dialectes locaux. L’initiative contribue à améliorer la santé maternelle et infantile au niveau communautaire.

## Publications
- V.I. Thouvenot et K. Holmes, Les femmes et la e-santé 2010, JISfTeH, 2015[1].
- V.I. Thouvenot, L. Perez-Chavolla, S. Coumel et D. Zharavina, L'Observatoire des femmes pour la e-santé, WeObservatory ISfTeH MEDETEL[1].
- V.I. Thouvenot, WeTelemed, le réseau global de femmes en télémédecine, Journal International de Bioethique[1].
- WeTelemed, le réseau mondial des femmes en télémédecine de la fondation Millennia2025, 2017[15].
- Applicaciones Digitales para Salud Materna e Infantil (livre), 2016[16]
- L'Observatoire des femmes pour la e-santé (WeObservatory) développe un MOOC Intelligence, Commons for Women and eHealth, 2015[17].
- Etude Millennia 2015 « Femmes et eSanté 2010-2012 », Réseaux et programmes innovants, 2014[17].
- L'Observatoire des femmes pour la e-santé, WeObservatory, 2014[17].
- Zéro mère ne meurt, 2014[17].
- Comment accéder à la santé dans les zones les plus éloignées en utilisant les technologies de l'information et de la communication, 2014[17].